# Frequenamia fulvulus
Frequenamia fulvulus är en insektsart som beskrevs av Henry Fairfield Osborn 1923. Frequenamia fulvulus ingår i släktet Frequenamia och familjen dvärgstritar. Inga underarter finns listade i Catalogue of Life.